# Alben W. Barkley

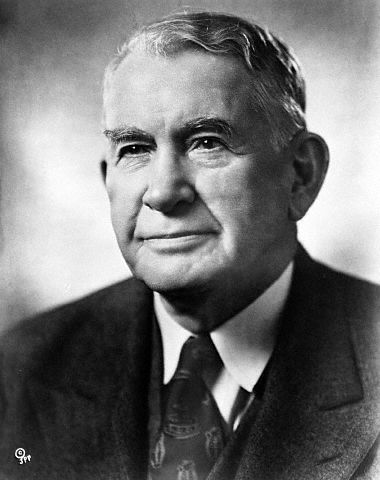
Alben W. Barkley

Alben William Barkley (* 24. November 1877 bei Lowes, Graves County, Kentucky; † 30. April 1956 in Lexington, Virginia) war ein US-amerikanischer Politiker und von 1949 bis 1953 der 35. Vizepräsident der Vereinigten Staaten während der zweiten Amtszeit von Präsident Harry S. Truman. Außerdem vertrat er den Bundesstaat Kentucky in beiden Kammern des Kongresses.

## Leben

### Jugend und Ausbildung
In seinem Taufschein stand noch „Willie“ Alben, als er jedoch selbst rechtlich in der Lage war, ließ er die Reihenfolge ändern, da er seinen ursprünglichen ersten Vornamen als schlechtes Omen für einen jungen Mann aus dem harten Kentucky hielt.
Als Sohn eines Tabakfarmers aus Kentucky ging Barkley bei seiner Ausbildung den schwierigen Weg. Um sich das College und die Universität leisten zu können, musste er nebenbei arbeiten. Nach dem Abschluss am methodistischen Marvin College 1897 in Clinton, Kentucky studierte er in Virginia an der University of Virginia–Law School Rechtswissenschaften.
Barkley war in erster Ehe mit Dorothy Brower verheiratet, mit der er drei Kinder hatte. Nach Dorothys Tod heiratete er Jane Hadley Barkley.

### Anwalt und Bezirksrichter

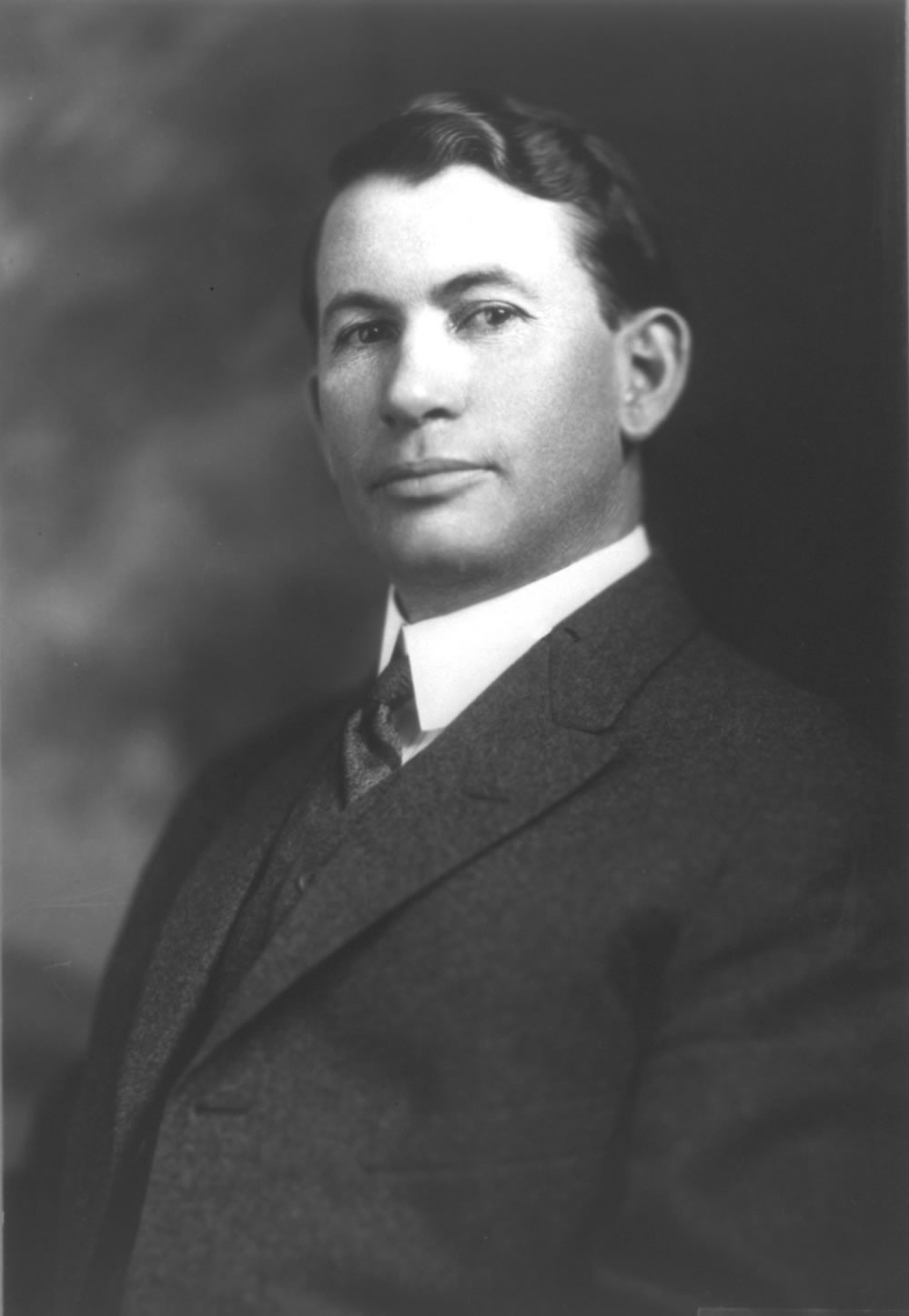
Barkley im Jahr 1913

Nach Kentucky zurückgekehrt eröffnete er eine Kanzlei in dem kleinen Ort Paducah. Von 1903 arbeitete er als ermittelnder Staatsanwalt des McCracken County. Die Anekdote, dass er während des Wahlkampfes zu diesem Wahlamt (vergleichbar mit dem Sheriff) auf einem Maultier statt einem Pferd über die rauen Straßen seiner Heimat geritten sei, dementierte er stets heftig und wiederholte sie in seinen späteren Memoiren. Doch von 1909 bis 1913 amtierte er bereits als Bezirksrichter des dortigen County.

### Kongressabgeordneter und Senator
Barkley begann seine eigentliche politische Karriere als Demokrat ebenfalls 1913, als man ihn als Abgeordneten für seinen Heimatstaat in das US-Repräsentantenhaus wählte, wo er unter den leitenden Einfluss Woodrow Wilsons geriet. Offenbar fand seine Tätigkeit deutlichen Zuspruch bei seinen Wählern, da er auch in den folgenden sieben Amtsperioden bis 1927 stets in seinem Amt bestätigt wurde.
Wie bei vielen anderen Kongressabgeordneten auch wählte man ihn nun in die nächsthöhere Position, den Senat, wo er bis 1949 seinen Sitz einnahm. Seine politische Reputation war dermaßen groß, dass ihn seine Fraktion von 1937 bis 1947 zu ihrem Parteiführer machte. Während der Präsidentschaft Franklin D. Roosevelts war er im Senat der eigentliche Motor von dessen New-Deal-Politik. Die letzten beiden Jahre fungierte er als Minderheitsführer, da nach den dazwischenliegenden Wahlen nun die Demokraten die Minderheit (45:52 Sitze) im Senat innehatten.

### Vizepräsidentschaft (1949–1953)

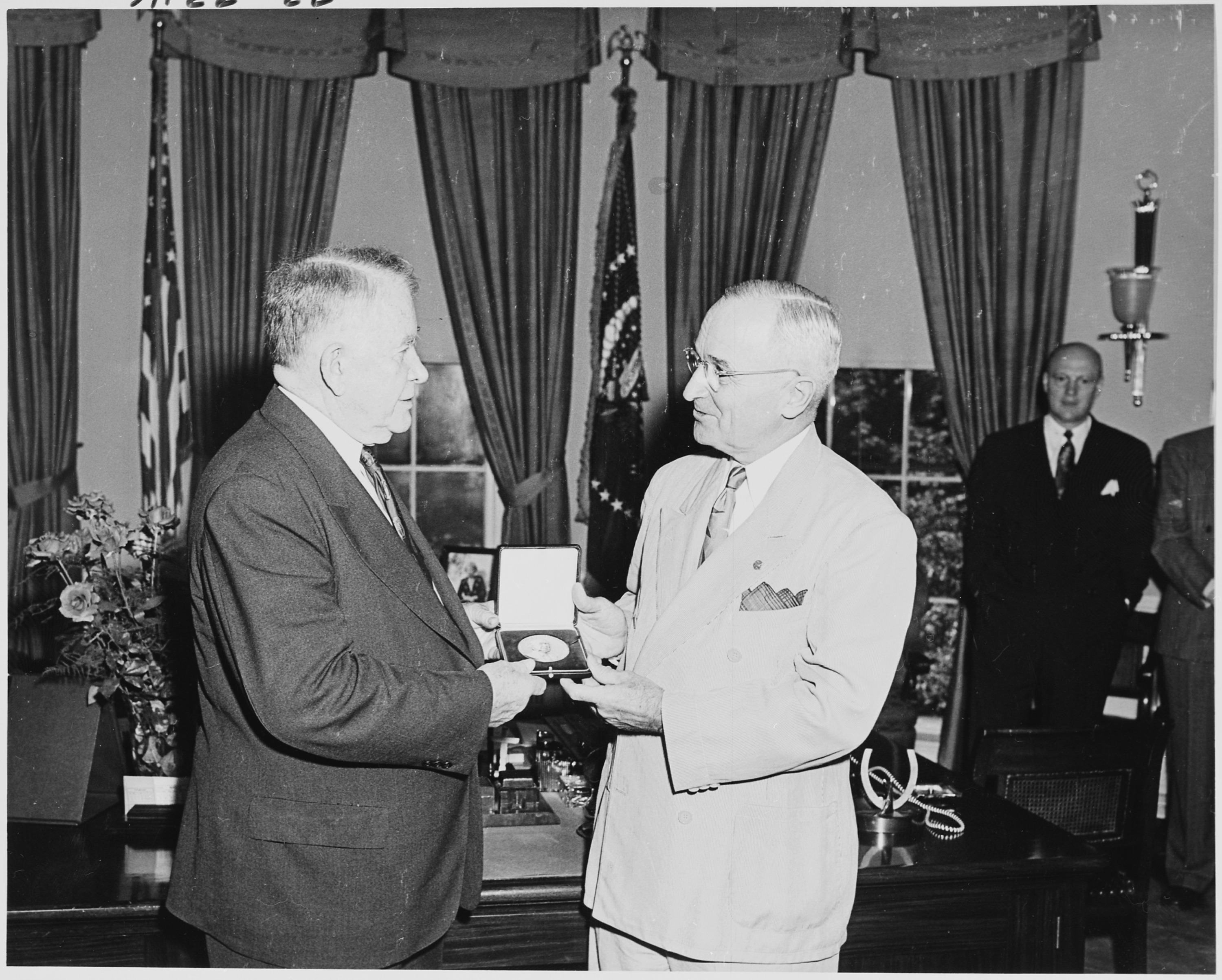
Barkley (links) bekommt im Oval Office die Goldene Ehrenmedaille des Kongresses von Präsident Truman ausgehändigt (1950)

Im Vorfeld der Präsidentschaftswahl 1948 wählte Präsident Harry S. Truman ihn als Running Mate aus. Obwohl vieles für einen Sieg der Republikaner Thomas E. Dewey und Earl Warren sprach, konnten die beiden Demokraten letztlich den Sieg erringen. Den Amtseid als Vizepräsident legte er am 20. Januar 1949 ab. Dank seiner langen politischen Erfahrung in beiden parlamentarischen Häusern konnte Barkley in der Folge ein großes Geschick bei der Leitung des Senats, dem er kraft seines Amtes als Präsident vorstand, unter Beweis stellen und somit Truman, der über weniger vergleichbare Erfahrungen in der Bundespolitik verfügte, geschickt entlasten. Dabei genoss er dessen persönliches Vertrauen und konnte als einer der ersten Vizepräsidenten sowohl politisches Profil als auch Geschick aufweisen.
Dank seiner eigenen Indiskretion bei einer Pressekonferenz war Barkley bald in der Öffentlichkeit nur noch unter dem Spitznamen „The Veep“, den ihm sein Enkel gegeben hatte, anstelle des förmlichen „Mr. Vice President“ bekannt; Alben verstand diesen Namen als Auszeichnung. Bezeichnenderweise war er der erste Vizepräsident, der dem Nationalen Sicherheitsrat vorsaß und auch offiziell bei der Ausarbeitung der gesamten Politik Trumans mitbestimmte.
Nachdem Präsident Truman bei der Wahl von 1952 auf eine weitere Kandidatur verzichtet hatte, endete mit Ablauf der Amtsperiode zum 20. Januar 1953 auch Barkleys Amtszeit. Sein Nachfolger als Vizepräsident wurde der Republikaner und spätere US-Präsident Richard Nixon. Nach Trumans Verzicht im Frühjahr 1952 hatte Barkley zeitweise mit dem Gedanken einer eigenen Kandidatur für das Weiße Haus gespielt, allerdings zeigte sich dafür innerparteilich nicht ausreichend Unterstützung. Mit knapp 75 Jahren wurde der Vizepräsident von vielen auch als zu alt angesehen. Dank seiner langjährigen Verdienste, Erfahrungen und Popularität hätte er möglicherweise Chancen gehabt, aber eine deutliche Kritik an seinem hohen Alter ließ ihn diese Erwägung tief verletzt zurückziehen. Kandidat der Demokraten wurde stattdessen der Gouverneur von Illinois, Adlai E. Stevenson, der hingegen Dwight D. Eisenhower unterlag. Nach Ende der Vizepräsidentschaft zog sich Barkley vorübergehend ins Privatleben zurück.

### Rückkehr in den Senat und Tod
Knapp zwei Jahre nach Ende seiner Vizepräsidentschaft wurde „The Veep“ im November 1954 dank seiner Popularität erneut für Kentucky in den Senat gewählt. Dabei konnte er den amtierenden Senator von den Republikanern, John Sherman Cooper, mit 54,5 Prozent der Stimmen schlagen. Dieses Mandat trat er im Januar 1955 an und übte es aus, bis er am 30. April 1956 78-jährig an einem Herzinfarkt starb.
Seinen Senatssitz übernahm übergangsweise Robert Humphreys, ehe Barkleys Vorgänger Cooper dieses Mandat im Rahmen einer Sonderwahl Ende 1956 zurückeroberte.

## Ehrungen
Die Michigan State University verlieh ihm 1950 die Ehrendoktorwürde. Außerdem verlieh ihm ebenfalls 1950 der US-Kongress die Congressional Gold Medal, die ihm Präsident Truman überreichte.